# Angine herpétique
 Mise en garde médicale
L'angine herpétique est une affection aigüe de la gorge réalisant une angine vésiculeuse, due au virus Herpes simplex, le plus souvent lors d'une primo-infection par le HSV de type 1.
Elle est relativement rare, souvent confondue avec l'herpangine, fréquente et bénigne, due au virus coxsackie A.

## Tableau clinique
L'angine herpétique réalise le tableau suivant :
- Début brutal avec une fièvre élevée à 39-−40°, des frissonnements et une dysphagie douloureuse intense.
- Apparition en quelques heures de bouquets de petites vésicules hyalines sur des tonsilles rouge vif. Ces vésicules s'érodent et à la phase d'état on retrouve des ulcérations superficielles à bords nets recouvertes de taches blanches d'exsudat entourées d'un halo rouge inflammatoire, confluant parfois en une fausse membrane à contour polycyclique.
- Un herpès de la narine ou labial est souvent associé.

L'évolution est bénigne, en 4 à 5 jours, sans complication ni séquelle.
Le traitement est uniquement symptomatique dans la majorité des cas, avec traitement de la douleur et de la fièvre par des antalgiques et des antipyrétiques.